# Моя капризная леди
«Моя капризная леди» (англ. My Lady of Whims) — немой чёрно-белый фильм 1925 года.

## Сюжет
Два бывших солдата Бартли Грир и Дик Флинн готовы к любой опасной миссии на их пути, и один из них соглашается выполнить просьбу отца и старшей сестры Мэри Северн спасти дочь/младшую сестру Пруденс Северн от превратностей дикой богемной жизни в Гринвич-Виллидж. «Пру» хочет стать автором и живет в одной из студий в Виллидж с подругой, художником Уэйн Ли. Грир быстро заводит дружбу с Пру, но дружба портится, когда Пру выясняет, что Грир работает от имени ее отца. Пру буквально возвращается в объятия Рольфа, богемного акварелиста, и ускользает от Грира, чтобы пойти на скандальную костюмированную вечеринку, на которую Рольф идет в облегающем костюме (скандальном даже по современным стандартам). Согласно the Cedar Rapids Tribune, «облегающее прозрачное платье, которое Боу носит во время вечеринки, произвело сенсацию во время выхода фильма». В попытке навсегда избавиться от Грира и дальнейшего вмешательства со стороны ее отца, Пру решает сбежать с Рольфом и выйти за него замуж на яхте, плывущей в международные воды. По счастливой случайности Грир узнает о ее плане и стремится остановить церемонию, пока не стало слишком поздно. Он успевает прервать церемонию бракосочетания и признается Пруденс, что любит её.

## В ролях
| Актёр              | Роль           |
| ------------------ | -------------- |
| Клара Боу          | Пруденс Северн |
| Дональд Кит        | Бартли Грир    |
| Фрэнсис Макдональд | Рольф          |